# Shimao Cross-Strait Plaza

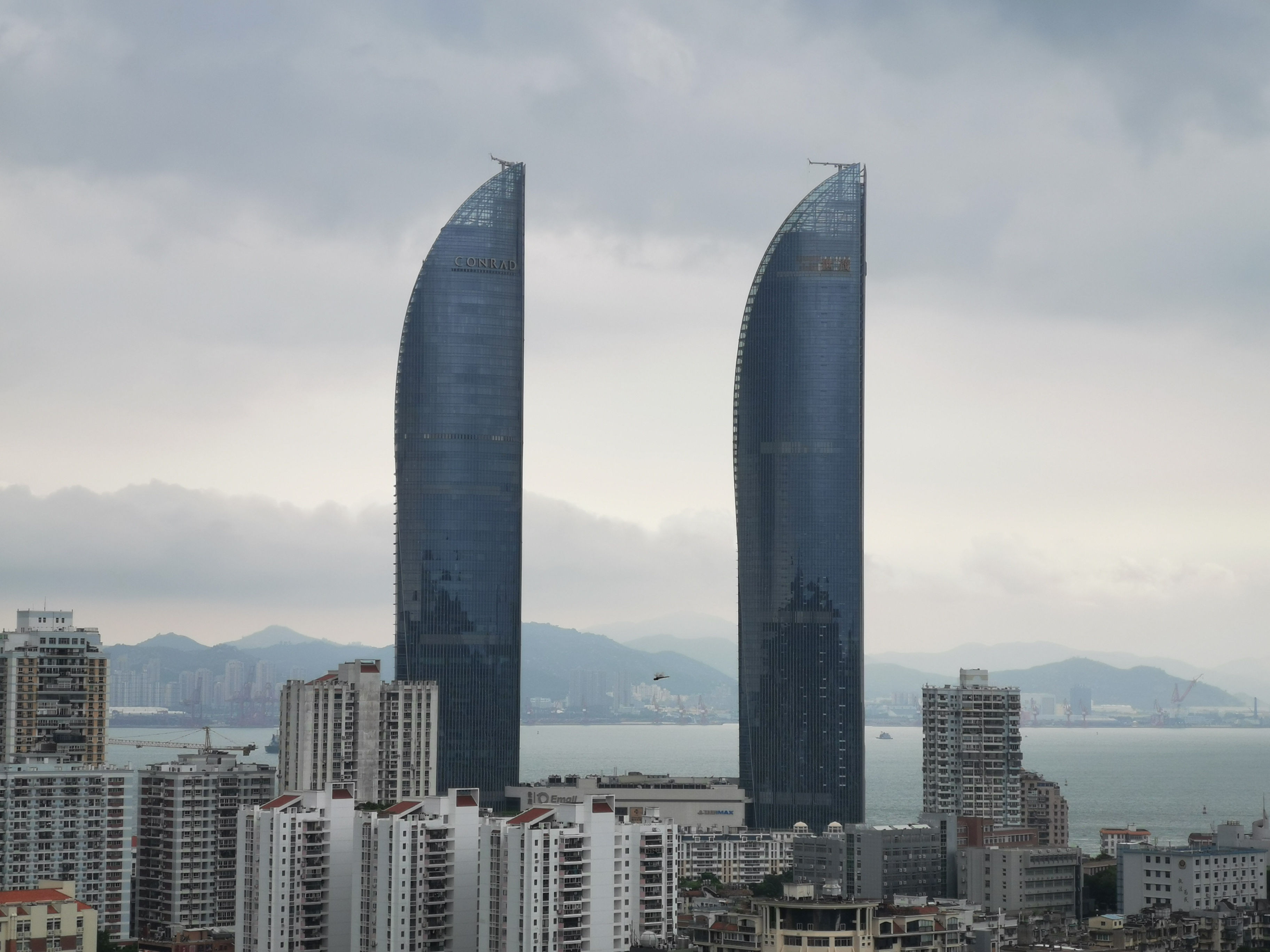

Shimao Cross-Strait Plaza (tiếng Trung: 世茂海峡大厦; bính âm: Shìmào Hǎixiá Dàshà), cũng có tên là Shimao Straits Tower, Shimao MO Sky Mansion, và Xiamen Shimao Straits Mansion, là một tổ hợp nhà chọc trời tọa lạc ở Xiagang, quận Tư Minh, Hạ Môn, Trung Quốc. Dự án được hoàn thành vào năm 2015, do kiến trúc sư Gensler thiết kế.
Tổ hợp có 2 tòa tháp, Xiamen Shimao Cross-Strait Plaza Tower B và Xiamen Shimao Cross-Strait Plaza Tower A, có tên hiệu là "Tháp đôi của Hạ Môn" (tiếng Trung: 厦门双子塔; bính âm: Xiàmén Shuāngzǐ Tǎ). tháp A cao hơn, chiều cao 295,3 mét, còn tháp A cao 249,9 mét.
Mục đích sử dụng chính của các tòa tháp là sử dụng làm văn phòng. Tháp B cũng có một khách sạn, còn tháp A có các đơn nguyên văn phòng nhỏ. Tổ hợp có một tháp quan sát từ đó có thể nhìn thấy đảo Kim Môn. Ở giữa hai tòa tháp là một trung tâm mua sắm được gọi là Emall.

## Kiến trúc

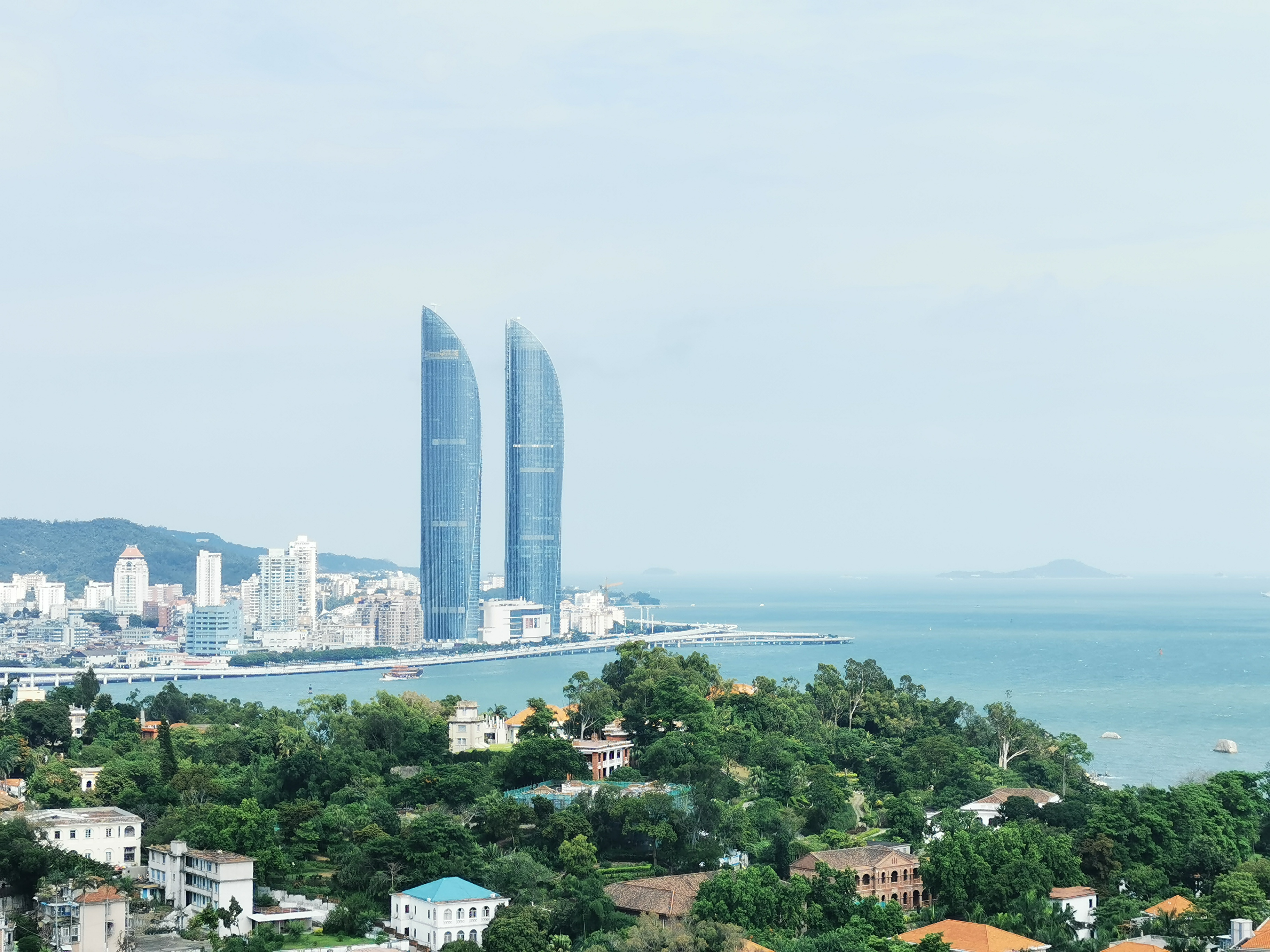
Hình dạng của tháp nhằm tượng trưng cho những cánh buồm.

Các tòa tháp được thiết kế để gợi lên "hai cánh buồm khổng lồ của một con tàu khổng lồ trên mặt nước", nhằm gợi nhớ lịch sử hàng hải của Hạ Môn. Kiến trúc cũng lấy cảm hứng từ hoa giấy, loài hoa biểu tượng của thành phố Hạ Môn.
Các nguồn khác nhau về tổng số tầng. Emporis nói rằng Tháp A có 59 tầng trên mặt đất trong khi Tháp B có 67. 
Một bài báo trên tạp chí Thành phố thông minh cho biết tháp A có 66 tầng và tháp B có 57 tầng, trong khi các nguồn khác nói rằng khu phức hợp có 64 tầng. Có ba tầng ngầm được sử dụng để đậu xe và thiết bị. Tổng diện tích sàn khoảng 350.000 mét vuông (270.000 so với mặt đất).

## Xây dựng

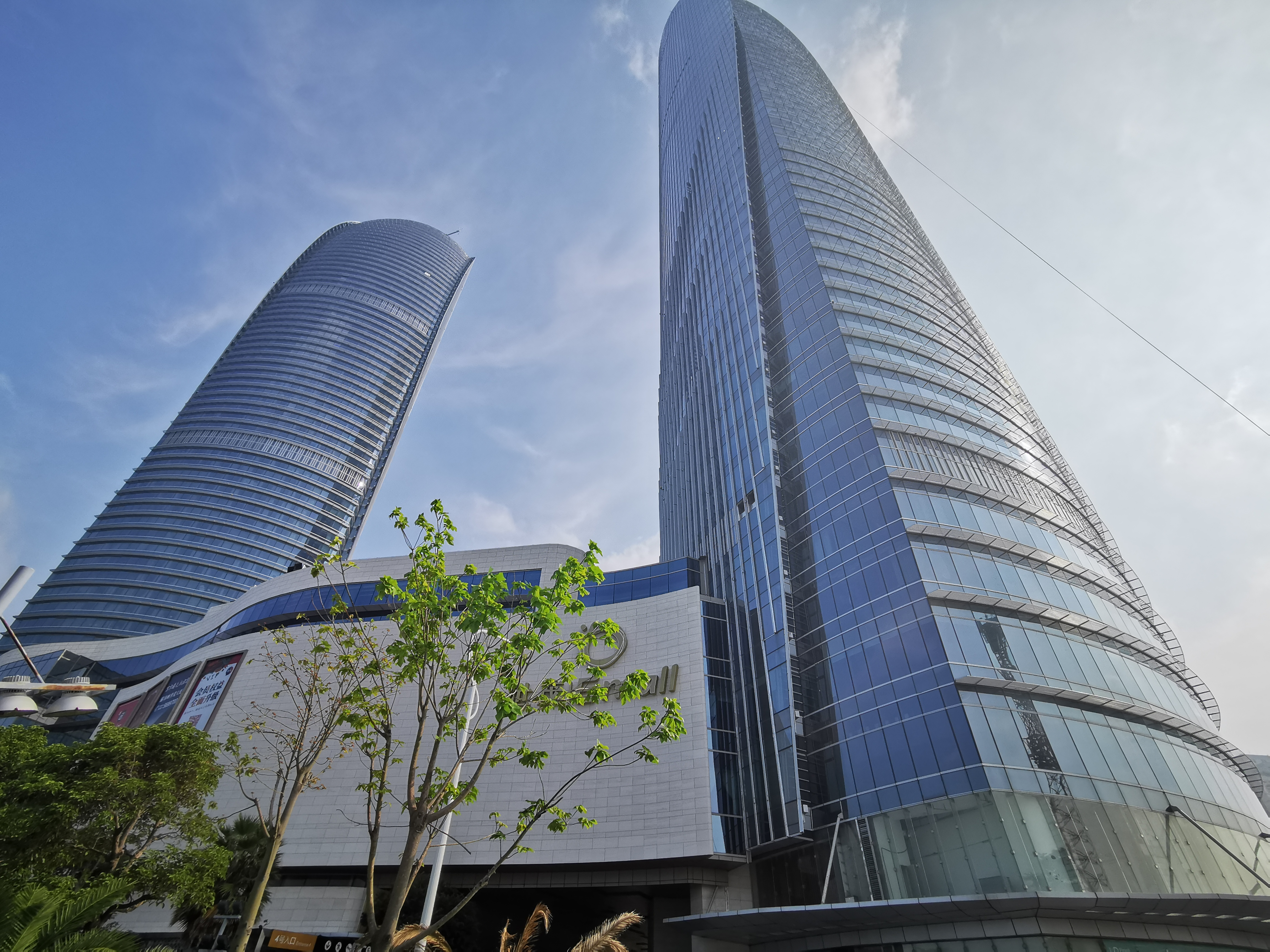

Công tác xây dựng bắt đầu vào tháng 5 năm 2010. Việc xây dựng khu phức hợp được tài trợ bởi Shimao Property, đã đầu tư khoảng 5 tỷ nhân dân tệ vào dự án. Dự án nằm trên một khu đất rộng 30.000 mét vuông ở Xiagang, quận Tư Minh. Khi khu phức hợp được cất nóc vào năm 2015, nó là tòa nhà cao nhất ở Hạ Môn.
Trong quá trình xây dựng, khu phức hợp được mô tả là "tòa tháp đôi đầu tiên của Trung Quốc".